# 李艳秋 (学者)
李艳秋， 北京理工大学医工融合研究院教授，主要从事光学设计、加工及检测等方面的研究工作。入选中华人民共和国教育部第八批"长江学者"特聘教授、中国科学院百人计划研究员。